# Siren
Siren (Tiếng Hy Lạp: Σειρήν Seirēn/Σειρῆνες Seirênes) là những nhân vật trong thần thoại Hy Lạp, họ là những sinh vật nửa người nửa chim và nguy hiểm vì có vẻ đẹp thu hút các thủy thủ cùng với âm nhạc du dương và giọng nói mê hoặc của mình để làm những người thủy thủ này say đắm từ đó mất cảnh giác, làm đắm tàu, và phải trôi dạt trên bờ biển lạc vào những hòn đảo của họ. Siren thực sự được mô tả là những sinh vật có vẻ đẹp quyến rũ như báu vật và năng lực rộng lớn như biển khơi. Giọng hát của họ khiến cho các thủy thủ gặp nạn. Cũng có khi những cơn sóng mang giọng hát của họ tới các con tàu để dự báo về những hiện tượng thời tiết xấu sắp diễn ra.

## Tổng quan
Siren được cho là con gái của thần sông Achelous. Nhà văn La Mã lại cho rằng, siren có mối quan hệ gần gũi với biển, là con gái của thần Phorcys. Siren xuất hiện trong nhiều câu chuyện Hy Lạp, đặc biệt là trong sử thi Odyssey của Homer. Theo đó những người đi biển thường truyền tai nhau một huyền thoại về loài sinh vật mình người đuôi cá có giọng hát tuyệt vời dùng để mê hoặc những chàng ngư dân điển trai đến chết. Siren là những sinh vật mang thân hình nửa người nửa chim và có giọng ca hết sức tuyệt vời.

Siren đang quyến rũ Odysseus và các thủy thủ. Tranh sơn dầu của John William Waterhouse năm 1891.

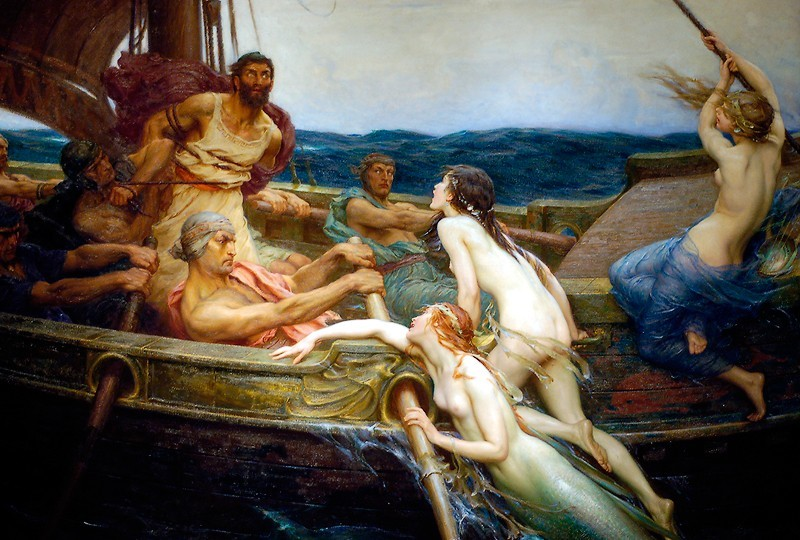
Tranh của Herbert James Draper khoảng 1909

Các siren xuất hiện lần đầu tiên trong tác phẩm Odyssey của Homer. Thiên anh hùng ca này kể về những cuộc phiêu lưu mạo hiểm của Odysseus, trong cuộc hành trình gian nạn để quay về Ithaque sau cuộc chiến thành Troy. Các nàng tiên cá nuôi dưỡng trí tưởng tượng của rất nhiều thủy thủ trong các hành trình dài trên biển. Các siren trong thần thoại sống trên 1 hòn đảo ở Địa Trung Hải. Tiếng hát ngất ngây của chúng khiến bất kì chàng thủy thủ nào khi nghe thấy đều không thể cưỡng lại và đâm thuyền vào bãi đá ngầm. Siren từ Hy Lạp có nghĩa là sợi dây hay công cụ có khả năng bắt giữ.
Khi ông Odysseus rời nơi ở của tiểu thần phép thuật Circe, ông ta biết mình sẽ đi qua hòn đảo của các siren. Nhờ tiểu thần Circe dặn dò kĩ lưởng nên đã sử dụng mẹo nhỏ giúp nghe tiếng hát của các nàng tiên cá mà vẫn không bị đẩy con tàu cùng đồng đội vào chỗ nguy hiểm. Ông ra lệnh cho các thủy thủ lấy sáp nhét vào lỗ tai của họ rồi trói chàng vào cột buồm. Tiếng hát của siren vừa thống thiết vừa khêu gợi. Khi nghe chúng hát, Odysseus kêu gào đòi đồng đội cởi trói nhưng các thủy thủ không nghe được tiếng hát này.

## Thần thoại

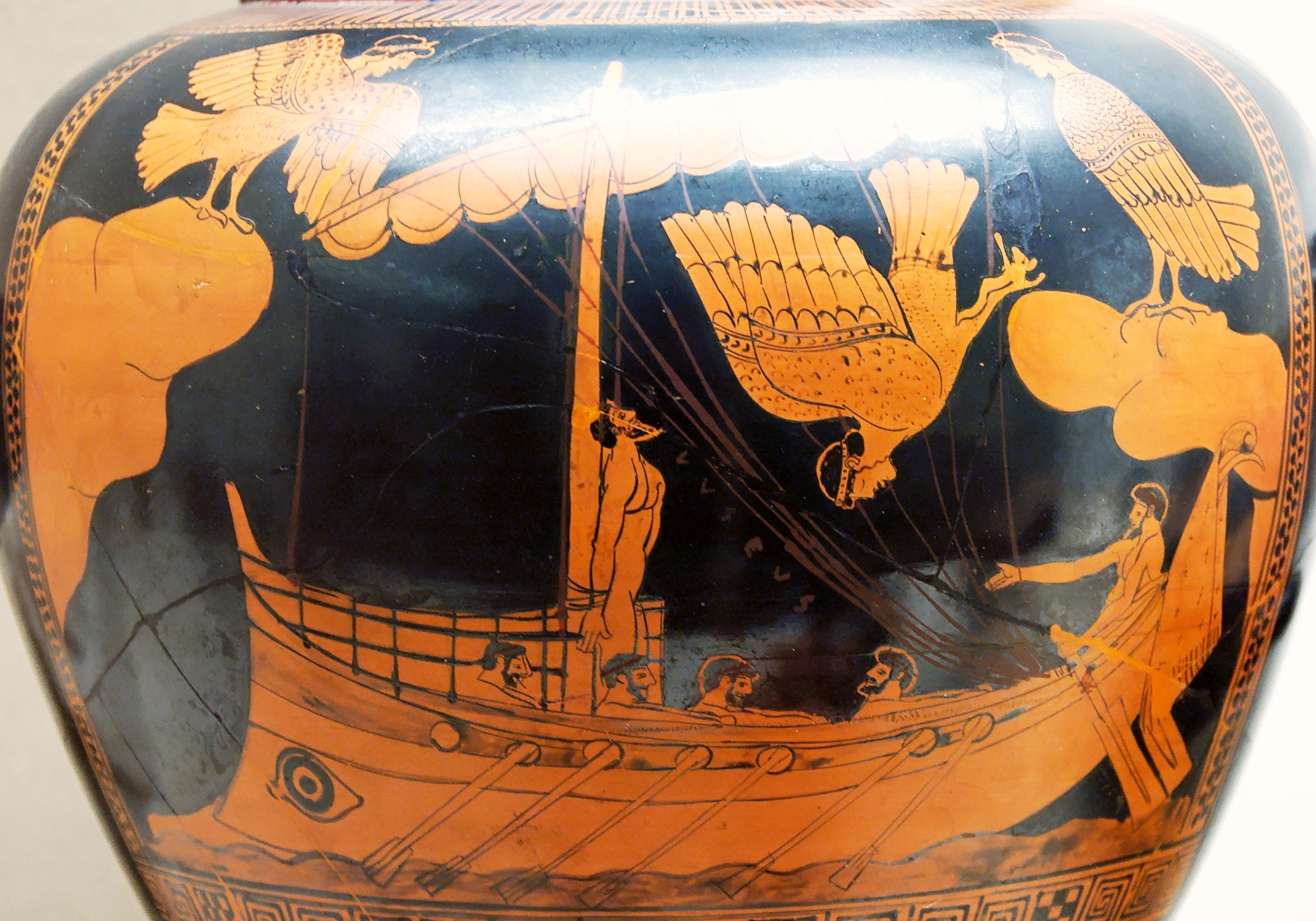
Odysseus và các siren, tranh trên bình gốm, khoảng năm 475 TCN

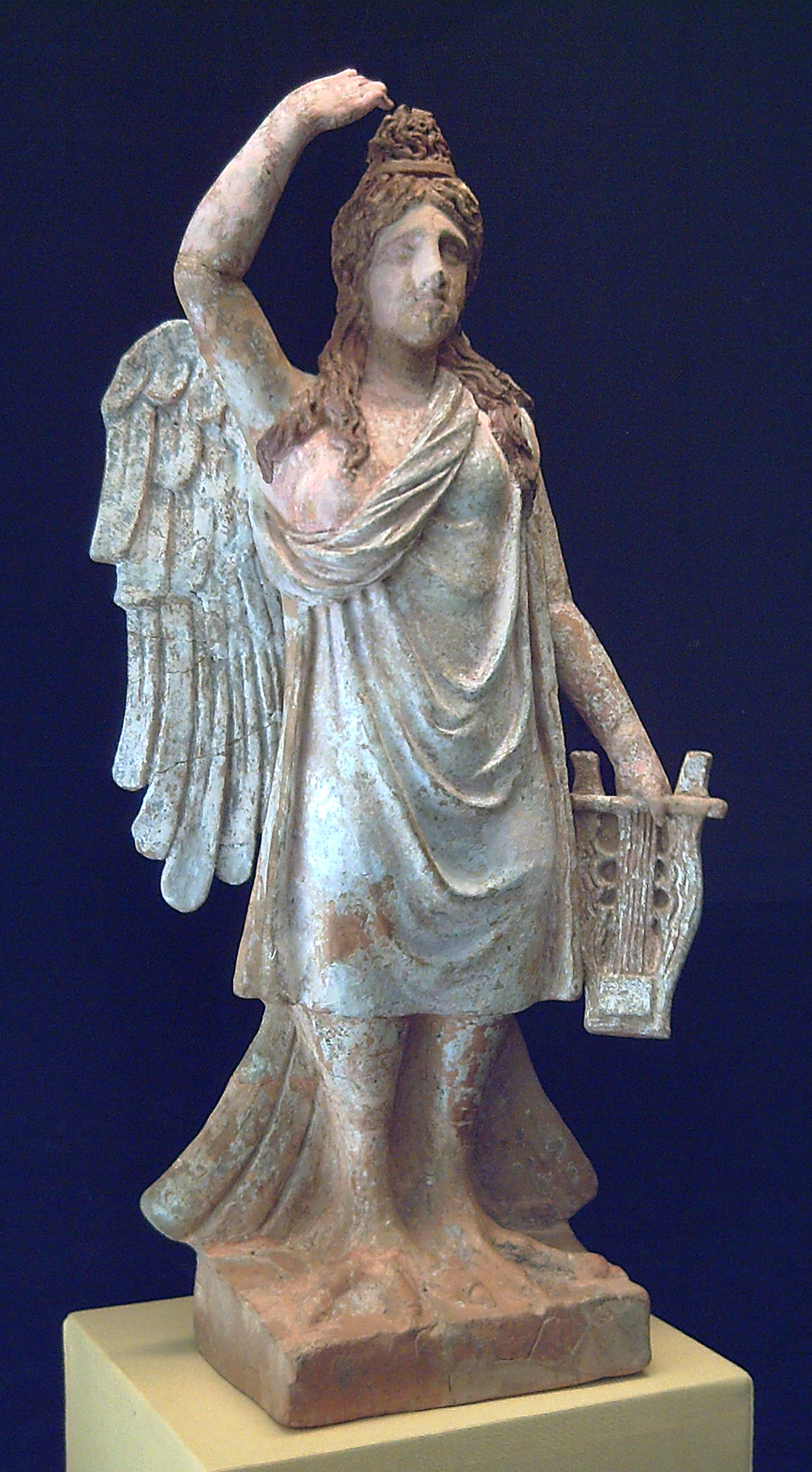
Tượng Siren, giữa những năm 340 và 300 TCN

Truyền thuyết kể rằng nữ thần Hera tổ chức một cuộc thi hát giữa những siren và 9 nữ thần Muse - những nữ thần âm nhạc là con của thần Zeus và thần trí tuệ Mnemosyne. Không may là các siren đã thua cuộc và lông vũ của họ đã bị các thần Muses vặt sạch để làm áo như một chiến lợi phẩm. Không còn lông vũ, các siren không bay được nữa.
Các siren thường sống trên các đảo gọi là Anthemoessa nằm giữa vùng biển Sicily và Italy. Hòn đảo này được những phiến đá lớn bao quanh, sẵn sàng phá nát những tàu thuyền nào có ý định xâm nhập. Các siren cất lên tiếng hát mê hoặc để lừa những người đi biển và khiến họ tử nạn. Những bài hát của họ có giai điệu huyền ảo và khiến cho các thủy thủ mất phương hướng đâm thẳng tàu đến đảo và bị những phiến đá quanh đảo phá đắm tàu. Xương của các thủy thủ trên những hòn đảo sẽ được các siren dùng làm nhạc cụ. Các siren thường sẽ tập hợp thành nhóm hát 3 người và sử dụng các nhạc cụ như đàn Lyre và sáo để tấu lên những giai điệu du dương.